# Torre dei Cugnanesi
La Torre dei Cugnanesi è una delle quattordici torri superstiti di San Gimignano. Si trova tra via San Giovanni e via del Quercecchio, a ridosso dell'Arco dei Becci.
Assieme al massiccio palazzo dei Cugnanesi era parte dell'apparato difensivo dell'Arco dei Becci.
La torre risale al XIII secolo ed è una delle più alte della città. Il palazzo è dello stesso periodo ed è riconoscibile per la serie di beccatelli esterni che sostengono il ballatoio aggettante al livello superiore. Sul retro, dalla strada che sale verso la rocca di Montestaffoli, si vede il massiccio angolo del palazzo che assomiglia ad un bastione, ed in effetti era parte della prima cinta muraria della città.

## Altre immagini

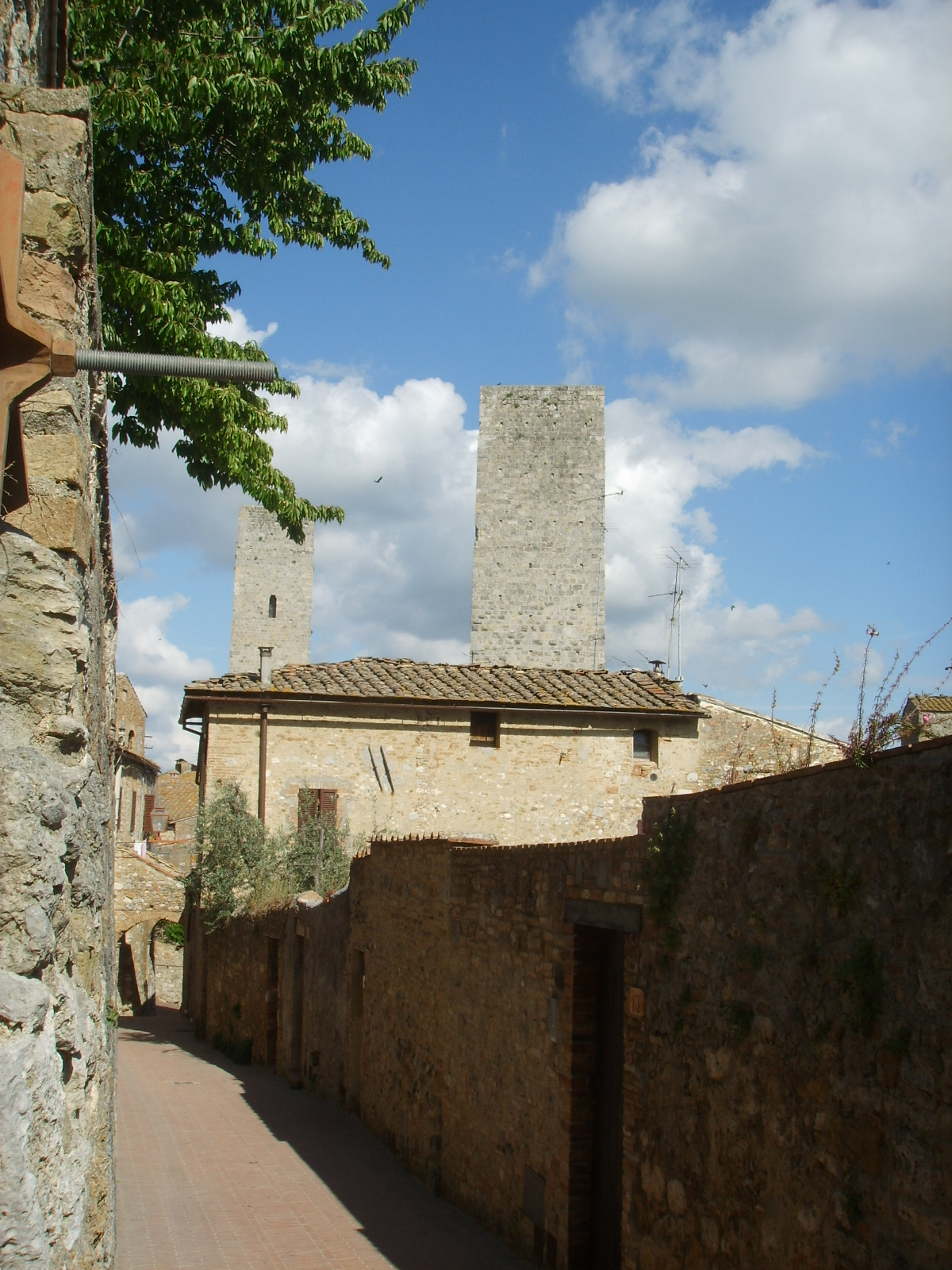
La Torre dei Cugnanesi (a destra) con la vicina Torre dei Becci (a sinistra)
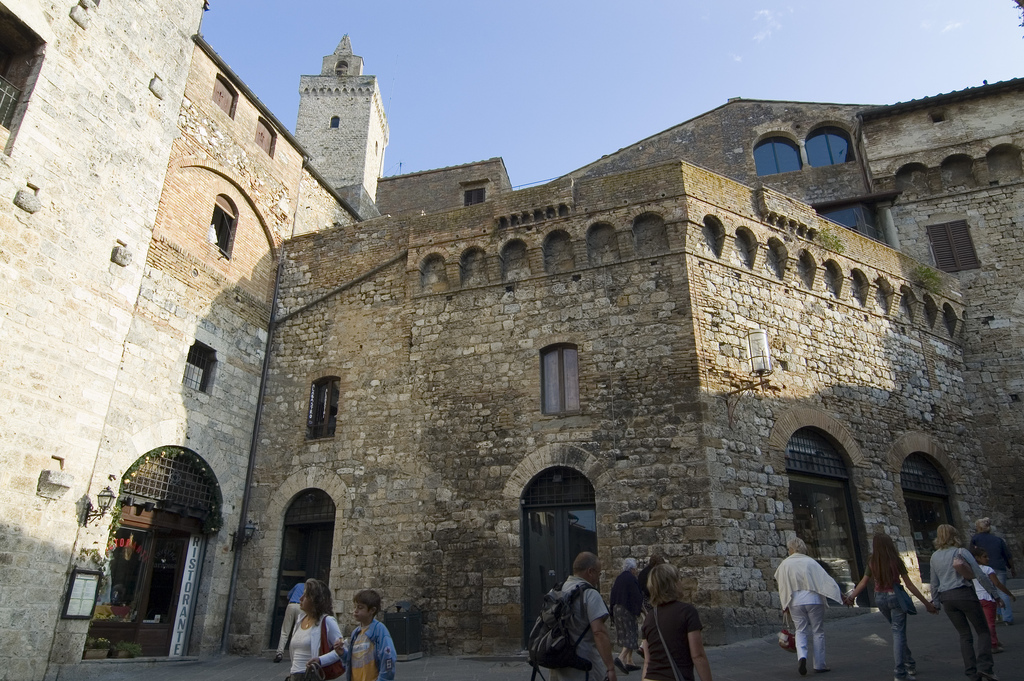
Il palazzo a fianco dell'Arco dei Becci
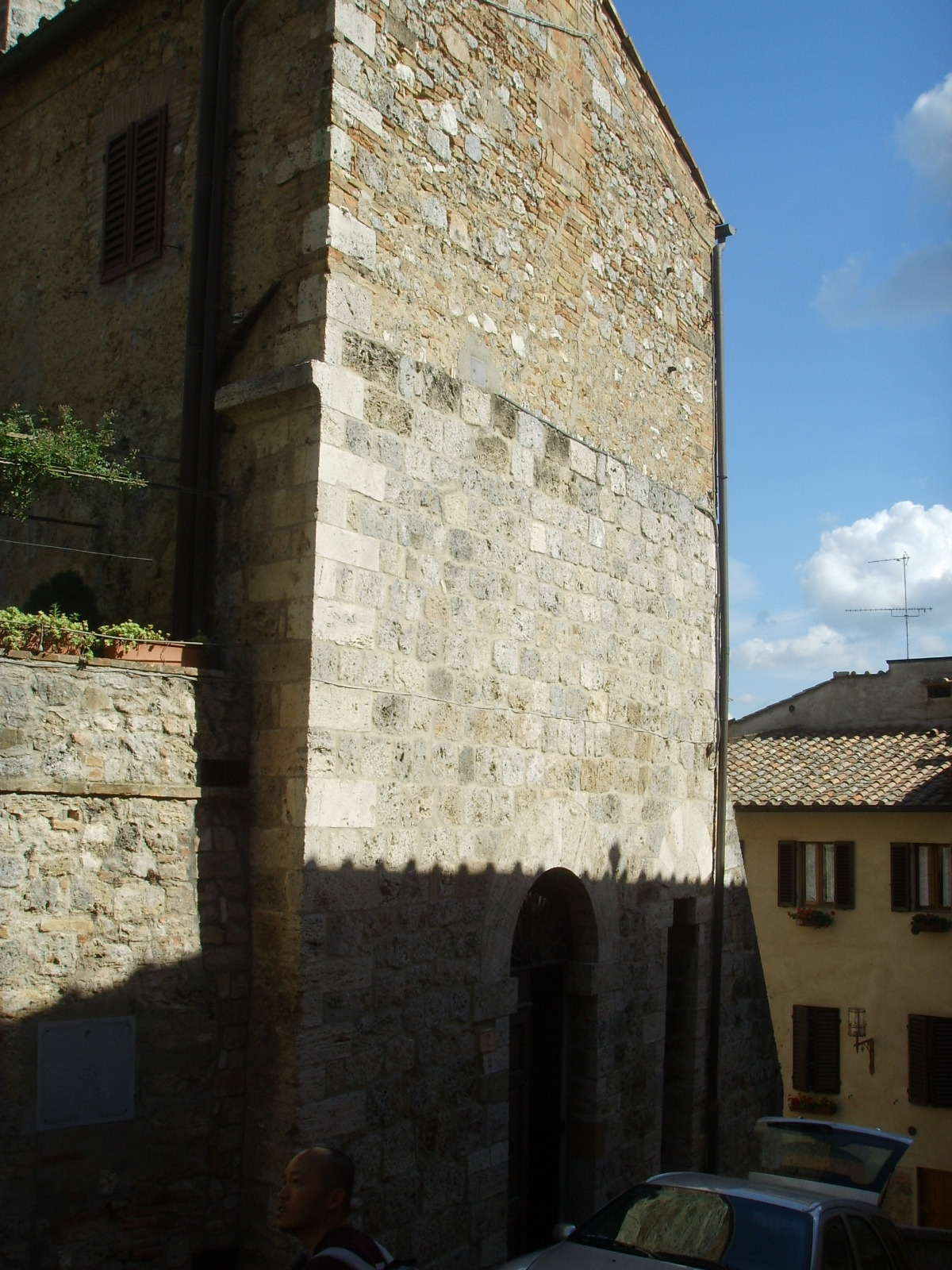
Il massiccio fianco del Palazzo dei Cugnanesi